# Hertfordshire County Council
Hertfordshire County Council é a autoridade local para o condado de Hertfordshire, na Inglaterra. Ela é composta actualmente por 77 councillors (vereadores), e é controlada pelo Partido Conservador, que tem 46 councillors (vereadores), contra 16 trabalhistas, 14 dos Liberais Democratas, e um verde.